# Крилатих Ельміра Миколаївна
Ельміра Миколаївна Крилатих (нар. 9 квітня 1933, Москва, СРСР) — радянський і російський вчений в галузі економіки АПК, регулювання аграрних і земельних відносин, економіко-математичного моделювання та інформаційних технологій в АПК. Доктор економічних наук (1977), професор (1985), академік РАСГН (1991), академік РАН (2013).

## Біографія
Закінчила Московський державний університет імені М. В. Ломоносова (1956).
У 1959—1969 роках — аспірант, молодший, старший науковий співробітник, завідувач сектору (1963—1969 рр.) ВНДІ економіки сільського господарства.
У 1969—1978 роках — завідувач відділу, заступник директора ВНДІ кібернетики МСГ СРСР.
У 1978—1989 роках — доцент, професор, завідувач кафедри МДУ.
У 1989—1991 роках — голова ради з проблем АПК при Президії ВАСГНІЛ.
У 1991—1993 роках — заступник директора Аграрного інституту ВАСГНІЛ.
З 1993 р. — зав. кафедрою макро — і мікроекономіки, керівник наукового центру Вищої школи управління Академії народного господарства при Уряді РФ.
З 1996 р. — професор ВІАПІ.
Доктор економічних наук (1977), професор (1985), академік РАСГН (1991), академік РАН (2013).

## Наукова діяльність
Фахівець в галузі економіко-математичного моделювання та інформаційних технологій в АПК.
Наукові інтереси: агроекономіка, прогнозування та регулювання агропродовольчої сфери (АПС), багатофункціональність АПС, математичні методи в економіці, соціологія, акмеологія.
Співавтор Концепції та проекту земельного закону СРСР (1989), наукових основ аграрної реформи в РФ, Концепції спільного аграрного ринку СНД, програми формування і розвитку зернового ринку СНД (2003).
Ельміра Крилатих керувала такими проектами: Російського гуманітарного наукового фонду «Багатофункціональність АПК: теорія, методологія, практика» (2007—2009); «Підтримка розвитку торгівлі сільськогосподарськими продуктами і продовольством в СНД» (Tacis, 2000—2002); «Моніторинг пріоритетного національного проекту „Розвиток АПК“» (Россельхозбанк, 2006); «Інтеграція агропродовольчих ринків: методологія дослідження та регулювання» (2003—2004).
Опублікувала понад 250 наукових праць, з них 9 монографій.
Е. М. Крилатих підготувала 11 докторів і 19 кандидатів наук.

## Публікації
- Перспективное планирование сельскохозяйственного предприятия с учетом производственного направления: (метод. основы использ. линейно-динам. модели) / ВНИИ кибернетики. Отд. внутрихоз. планир. — М., 1970. — 69 с.
- Система моделей в планировании сельского хозяйства. — М.: Экономика, 1979. — 200 с.
- Пропорции и приоритеты в развитии АПК. — М.: Экономика, 1983. — 231 с.
- Аграрные отношения: теория, историческая практика, перспективы развития / соавт.: И. Н. Буздалов и др.; РАН. — М.: Наука, 1993. — 270 с.
- Аграрные аспекты вступления стран СНГ в ВТО / соавт. О. Г. Строкова. — М.: Энцикл. рос. деревень, 2002. — 164 с. — (Науч. тр. / Всерос. ин-т аграр. пробл. и информатики; Вып. 6).
- Аграрные преобразования в Новых федеральных землях Германии (1991—2002 гг.) / соавт.: А. В. Петриков и др. — 2-е изд., испр. и доп. — М.: Энцикл. рос. деревень, 2003. — 93 с. — (Науч. тр. / Всерос. ин-т аграр. пробл. и информатики; Вып. 10).
- Интеграция аграрных рынков: методология, анализ тенденций, перспективы. — М., 2005. — 313 с. — (Науч. тр. / Всерос. ин-т аграр. пробл. и информатики им. А. А. Никонова; вып.12).
- Молодое поколение деловых людей России М. ДЕЛО 2007 г. (в соавторстве с Т. И. Заславской)
- Аграрный протекционизм: научные основы и механизмы осуществления в условиях рыночных отношений / соавт.: И. Н. Буздалов и др. — М.: Энцикл. рос. деревень, 2007. — 471 с. — (Науч. тр. / Всерос. ин-т аграр. пробл. и информатики им. А. А. Никонова; вып. 17).
- Проблемы конкурентоспособности агропродовольственного комплекса РФ и факторы ее повышения / соавт.: К. Г. Бородин и др. — М.: Энцикл. рос. деревень, 2008. — 384 с. — (Науч. тр. / Всерос. ин-т аграр. пробл. и информатики им. А. А. Никонова; вып.21а).
- Конъюнктурный опрос крупных и средних сельскохозяйственных организаций / соавт.: К. Г. Бородин и др. — М.: Энцикл. рос. деревень, 2009. — 149 с. — (Науч. тр. / Всерос. ин-т аграр. пробл. и информатики им. А. А. Никонова; вып.27).
- Инновационно-инвестиционные факторы развития и повышения конкурентоспособности мясомолочного комплекса Российской Федерации / соавт.: К. Г. Бородин и др. — М.: Энцикл. рос. деревень, 2010. — 217 с.- (Науч. тр. / Всерос. ин-т аграр. пробл. и информатики им. А. А. Никонова; вып. 32).
- Продовольственная безопасность в условиях интеграции: тенденции, достижения, угрозы // Экономика с.-х. и перераб. предприятий. 2013. № 4. С. 16-19.
- Крылатых Э. Н., Строков А. С. Продовольственная Безопасность России и Мира: Теория и Методология Исследований, Анализ Обеспечения, Возможности и Угрозы. — Российская Академия Народного Хозяйства и Государственной Службы при Президенте Российской Федерации Москва, 2014. — 52 с.
- Научное обеспечение аграрной политики: возможности и угрозы // Аграр. политика соврем. России: науч.-методол. аспекты и стратегия реализации / Всерос. ин-т аграр. пробл. и информатики им. А. А. Никонова и др. М., 2015. С. 3-7.
- Международный агробизнес и продовольственная безопасность: приоритеты, риски, стратегия развития АПС. Экспертная дискуссия на Гайдаровском форуме / соавт. Е. Ю. Фролова // Экономика с.-х. и перераб. предприятий. 2017. № 3. С. 13-19.